# Supergravitație
În fizica teoretică, supergravitația (teoria supergravitației) este o teorie care combină principiile supersimetriei cu cele ale relativității generale. Împreună, acestea implică faptul că, în supergravitație, supersimetria este o simetrie locală (în contrast cu teoriile non-gravitaționale supersimetrice, cum ar fi modelul standard minimal supersimetric). Deoarece generatoarele de supersimetrie (SUSY) sunt întortocheate cu grupul Poincaré pentru a forma o algebră super-Poincaré este firesc să vedem că supergravitația reiese natural din supersimetrie.